# Steven Smith
Steven B. Smith (13 de agosto de 1946, Seattle, Estados Unidos) es uno de los pioneros del área de manipulación de moléculas individuales.

## Reseña biográfica
Licenciado en Física en la Universidad de Washington en 1985 y doctor en Física Aplicada de la Universidad de Twente en 1998. 
Se unió al grupo de investigación del Profesor Carlos Bustamante como investigador del Howard Hughes Medical Institute (HHMI), en donde desarrolló las miniTweezers.

## Investigación
En 1992, Steven publicó un artículo en la revista Science, en donde muestra el atrapamiento y manipulación de moléculas individuales de ADN mediante pinzas magnéticas, un equipo desarrollado por él mismo durante esos años. En 1996, en conjunto con Carlos Bustamante, publicó un artículo en la revista Science donde presenta una nueva estructura de ADN (además de las ya existentes como ADN-A, ADN-B y ADN-Z). Esta nueva estructura del ADN, llamada S-DNA (por Stretched DNA), que permite entender estructuras con mayor longitud del ADN esperado en ciertas condiciones celulares.
La técnica de pinzas ópticas se basa en la teoría del atrapamiento óptico descubierta por el Dr. Arthur Ashkin (premio Nobel de Física en 2019) para medir la fuerza ejercida por la luz. Steven B. Smith desarrolló las miniTweezers para el estudio de moléculas individuales biológicas, obteniendo la patente de este equipo en 2006 (US 7133132 B2). Además, diseñó una manera más simple de manipular el láser de las pinzas ópticas, un dispositivo llamado wigler, el cual también obtuvo una patente de invención 2007 (US 7274451 B2). 

## Patentes
- C. Bustamante and S.B. Smith. (2006) “Light-force sensor and method for measuring axial optical-trap forces from changes in light momentum along an optic axis”.  Patent n.º US 7,133,132 B2.- C. Bustamante and S.B. Smith. (2007) “Optical beam translation device and method utilizing a pivoting optical fiber”. Patent n.º US 7,274,451 B2.

## Libros
- Bendich, A.J., Smith, S.B. (1990) Moving pictures and pulsed-field gel electrophoresis show linear DNA molecules from chloroplasts and mitochondria. Current Genetics, 17, 421–425[7]

- De Lorenzo, S., Ribezzi-Crivellari, M., Arias-González, J. R., Smith, S. B., & Ritort, F. (2015). A Temperature-Jump Optical Trap for Single-Molecule Manipulation. Biophysical Journal, 108(12), 2854-2864. https://doi.org/10.1016/j.bpj.2015.05.017.[8]

- Huguet, J.M., Bizarro, C.V. Forns, N., Smith, S.B., Bustamante, C. and Ritort, F. (2010) Single-molecule derivation of salt dependent base-pair free energies in DNA. PNAS, 107, 15431-15436.[9]

- Smith, S.B. (1990) Observation of individual DNA molecules responding to changing electric fields. Proceedings of SPIE - The International Society for Optical Engineering, 1206, 90–99.[10]

- Smith, S.B., Aldridge, P.K., and Callis, J.B. (1989). “Observation of individual DNA molecules undergoing gel electrophoresis.". Science, 243(4888), 203-206. https://doi.org/10.1126/science.2911733[10]

- Smith, S.B., Bendich, A.J. (1990) Electrophoretic charge density and persistence length of DNA as measured by fluorescence microscopy. Biopolymers, 29(8-9), 1167–1173.[11]

- Smith, S.B., Cui, Y. and Bustamante, C. (1996) Overstretching B-DNA: The elastic response of individual double-stranded and single stranded DNA molecules. Science, 271, 795-799.[12]

- Smith, S.B., Finzi, L., and Bustamante, C. (1992). “Direct mechanical measurements of the elasticity of single DNA molecules by using magnetic beads.” Science, 258(5085), 1122-1126. https://doi.org/10.1126/science.1439820[13]